# كهف اتلانتيدا
كهف أتلانتيدا (بالأوكرانية: Атланти́да) هو أحد الكهوف الكارستية في أوكرانيا، ويشتهر بجيولوجيته غير العادية، وتكويناته النادرة، يقع في خملنيتسكي أوبلاست ، بالقرب من قرية زافاليا.  ويبلغ طوله 2525 مترًا وعمقه 18 مترًا، ومساحته 4440 مترًا مربعًا.  ويعد جزءً من منتزه بوديلسكي توفتري الوطني الطبيعي.

## الجغرافيا
أتلانتيدا هو الكهف الوحيد في أوكرانيا الذي يتكون من ثلاثة طبقات. 
توجد في الطبقة الدنيا تجاويف واسعة وعالية، وتكونت من تدفقات قوية للمياه تحت الأرض، وفي نفس الطبقة في توجد متاهة من الممرات السفلية تسمى «الأقبية» (حيث أن العديد منها يؤدي إلى طريق مسدود). 
تمتد الطبقة الثانية إلى عمق 9 أمتار وتتكون من تجاويف ضيقة عرضها يتراوح بين المتر والمتر ونصف.
أما الطبقة العليا، فنحتوي على ممرين عمقهما 5 أمتار، كما توجد تجاويف يصل عمقها إلى 12 مترًا عند تقاطعات الأروقة، ولم تتأثر كهوف وتجاويف أتلانتيدا كثيرًا بعمليات التعرية، تتكون جدران الكهف من الجبس، ويحتوي على مجموعة كبيرة ومتنوعة من البلورات من إبر صغيرة إلى وحدات بطول 1.5 متر تجعل من الكهف موقعا فريدًا للمعادن، كما يسكن الكهف أنواع نادرة من الخفافيش.

## التاريخ
في الخمسينيات من القرن الماضي، انشئ مقلع لتعدين الجبس في زافاليا، ولكنه لم يستمر لفترة طويلة بسبب الثقوب العديدة في الصخور، التي جعلت العمل غير مربح، ولكنها جذبت علماء الكهوف الشباب من كييف تحت إشراف فاليري روجوجنيكوف الذي اكتشف كهف أتلانتيدا في عام 1969،وأصبح الكهف معلمًا جيولوجيًا طبيعيًا ذو أهمية وطنية منذ عام 1975.

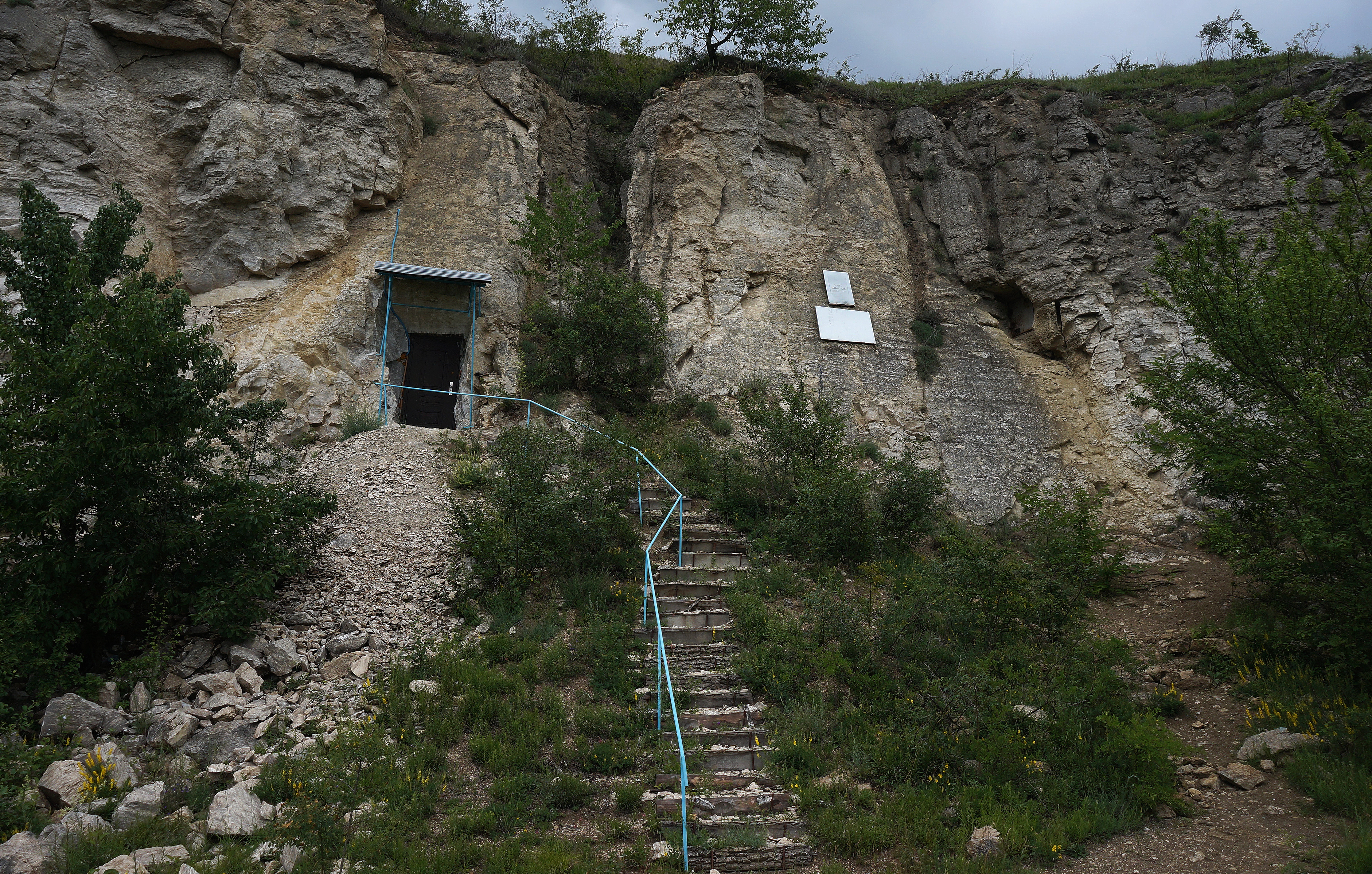
مدخل كهف أتلانتدا